# Bringetofta landskommun
Bringetofta landskommun var en tidigare kommun i Jönköpings län.

## Administrativ historik
När 1862 års kommunalförordningar trädde i kraft den 1 januari 1863 inrättades i Sverige cirka 2 400 landskommuner samt 89 städer och ett mindre antal köpingar. Då inrättades i Bringetofta socken i Västra härad i Småland denna kommun. 
Vid den riksomfattande kommunreformen 1952, då antalet kommuner minskade från 2 498 till 1037, uppgick denna landskommun i den nybildade storkommunen Norra Sandsjö landskommun som senare 1971 uppgick i Nässjö kommun.

## Politik

### Mandatfördelning i Bringetofta landskommun 1946
| 10 | 10 |

| 19 |